# André Raynaud
André Raynaud (ur. 10 listopada 1904 w Cieux – zm. 20 marca 1937 w Antwerpii) – francuski kolarz torowy i szosowy, złoty medalista torowych mistrzostw świata.

## Kariera
Największy sukces w karierze André Raynaud osiągnął w 1936 roku, kiedy zwyciężył w wyścigu ze startu zatrzymanego zawodowców podczas torowych mistrzostw świata w Zurychu. W zawodach tych bezpośrednio wyprzedził swego rodaka Charles'a Lacquehaya oraz Belga Georges'a Ronsse. Był to jedyny medal wywalczony przez Raynauda na międzynarodowej imprezie tej rangi. W 1936 roku został także mistrzem Francji w swej koronnej konkurencji. Dwukrotnie zdobywał brązowe medale szosowych mistrzostw kraju, w wyścigu ze startu wspólnego oraz w indywidualnej jeździe na czas (oba w 1928 roku). W 1937 roku brał udział w zawodach w Antwerpii. W wyniku awarii roweru Raynaud upadł na tor i został potrącony przez swego rodaka Ernesta Pasquiera oraz Georges'a Ronsse. W następstwie odniesionych obrażeń zmarł 20 marca 1937 roku. Został pochowany w swym rodzinnym Cieux. Nigdy nie wystąpił na igrzyskach olimpijskich.